# Elena Donaldson-Akhmilovskaya
Elena Donaldson-Akhmilovskaya, geborene Jelena Bronislawowna Achmylowskaja, (* 11. März 1957 in Leningrad; † 18. November 2012 in Kirkland) war eine sowjetische bzw. US-amerikanische Schachspielerin. Sie war Vize-Weltmeisterin 1986 und seit 1988 Bürgerin der Vereinigten Staaten.

## Leben
Elena Akhmilovskaya erlernte das Schachspiel von ihrer Mutter. Sie ging in die Schule in Krasnojarsk und nahm anschließend ein Studium an der örtlichen Universität auf. Im Jahre 1979 verlegte sie ihren Wohnsitz nach Sotschi und lebte danach in Georgien. Sie wurde trainiert unter anderem von Fjodor Skriptschenko und Georgi Orlow.
Bereits als 20-Jährige war Akhmilovskaya sehr erfolgreich. Sie gewann 1978, 1980 und 1983 die Meisterschaft der RSFSR. Aufgrund ihrer internationalen Erfolge erhielt sie 1977 den Titel Großmeister der Frauen. Sie wurde für ihre Verdienste 1981 mit dem sowjetischen Ehrenzeichen und 1987 mit dem Ehrentitel Verdienter Meister des Sports der UdSSR ausgezeichnet.
1976 teilte sie den zweiten Preis mit Alla Kuschnir im Interzonenturnier in Roosendaal. Im Viertelfinale der Ausscheidungsspiele zur Schachweltmeisterschaft besiegte sie Tatjana Lematschko, verlor jedoch im Halbfinale gegen Maia Tschiburdanidse. Bei der nächsten Serie der Ausscheidungskämpfe teilte sie in beim Interzonenturnier Alicante 1979 mit Tatjana Lematschko den ersten Platz, verlor dann aber im Viertelfinale gegen Nana Alexandria.
Erst im Zyklus 1985–1986 konnte sie sich über das Interzonenturnier in Havanna und das Kandidatenturnier in Malmö das Recht erkämpfen, gegen die amtierende Weltmeisterin Maia Tschiburdanidse anzutreten. Sie verlor den Weltmeisterschaftskampf in Sofia mit 5,5 zu 8,5 Punkten und erhielt den Titel Vizeweltmeister. Im Kandidatenturnier 1988 in Split wurde sie geteilte Erste (mit Nana Iosseliani), unterlag dann im Playoff-Spiel. Ihr letzter Auftritt in einem Kandidatenturnier war 1990 in Borzomi.

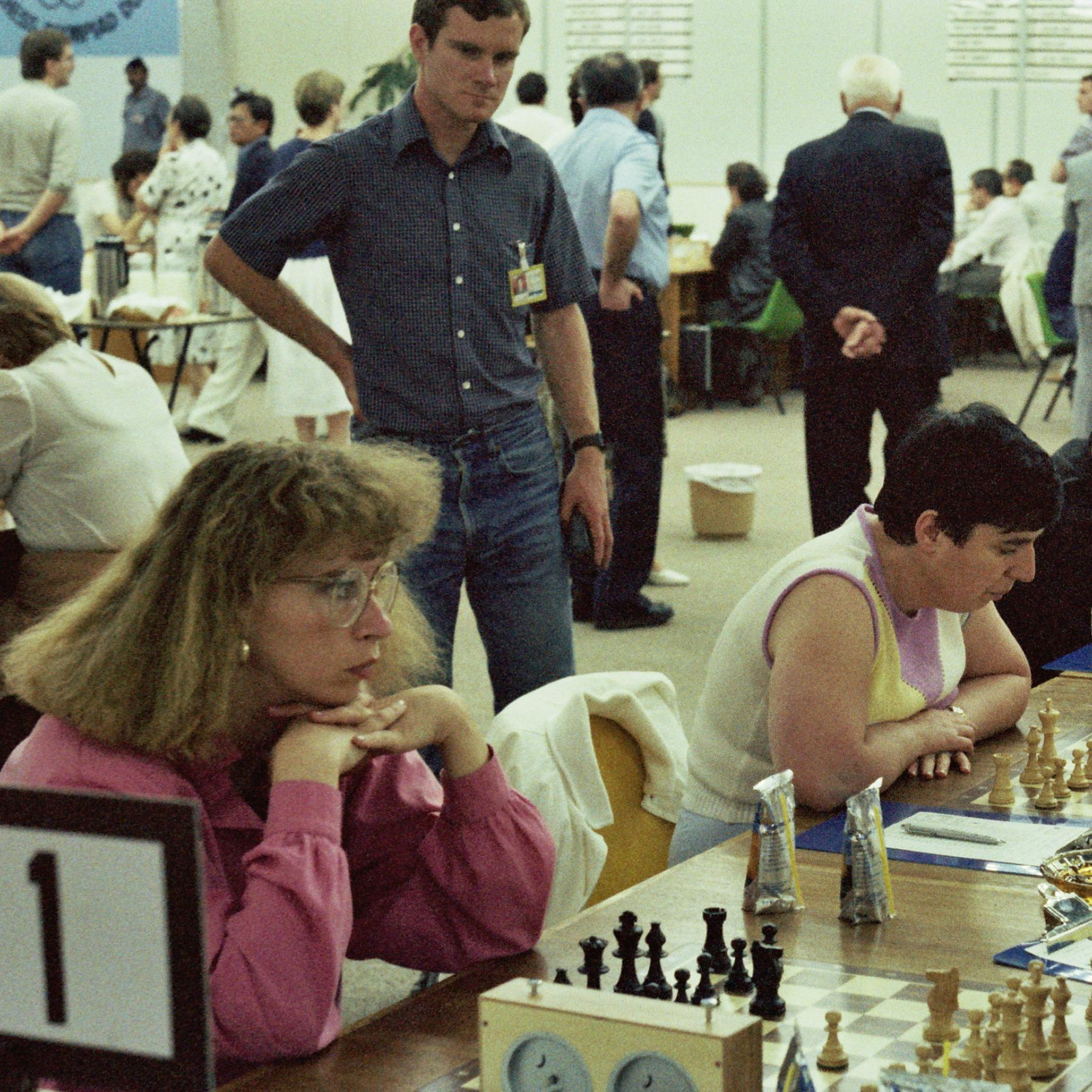
Elena Akhmilovskaya und John Donaldson bei der Schacholympiade 1986 in Dubai, rechts am Brett Nona Gaprindaschwili

1978 nahm sie in Buenos Aires mit 21 Jahren erstmals an einer Schacholympiade der Frauen teil. Sie gewann mit 10 Punkten aus 10 Partien zweimal Gold : eine Medaille für das beste Einzelergebnis am Reservebrett und eine für den ersten Platz ihrer Mannschaft. Die Sowjetunion gewann die Olympiade vor Ungarn und der Bundesrepublik Deutschland. 1986 gewann sie eine Goldmedaille für den Mannschaftssieg und 1988 eine Silbermedaille in der Mannschafts- und zwei in der Einzelwertung.
Sie spielte dreimal für die Sowjetunion (1978, 1986, 1988) und fünfmal für die Mannschaft der USA (1990, 1992, 1994, 1998, 2002) bei Schacholympiaden der Frauen. Hierbei erzielte sie ein Ergebnis von 57 Punkten aus 83 Partien (68,7 Prozent).
Während der Schacholympiade 1988 in Thessaloniki heiratete sie John Donaldson, den Mannschaftsführer des US-amerikanischen Teams. Die beiden reisten daraufhin nach der zehnten Runde unerwartet in die Vereinigten Staaten. Akhmilovskaya hatte bis dahin 8,5 Punkte aus 9 Partien erzielt. Das war für das sowjetische Team ein ernstes Problem, das hier zum ersten Mal (mit Ausnahme 1976, als die Mannschaft nicht teilnahm) bei einer Schacholympiade kein Gold, sondern nur Silber gewinnen konnte. Von Garri Kasparow und Maia Tschiburdanidse wurde ihr deshalb unsportliches Verhalten vorgeworfen.
In den Vereinigten Staaten siegte Donaldson-Akhmilovskaya dreimal bei den US-Meisterschaften der Frauen (1990, 1993 und 1994). Sie lebte seit 1990 mit ihrem neuen Ehemann Georgi Orlow und ihrem Sohn in Seattle. Sie verstarb am 18. November 2012 nach einer langen Krankheit.